# Гюнтер из Сенявы
Гунтер (или Гюнтер) из Сенявы и Войнилова (пол. Gunter Sieniawski z Sieniawy; умер около 1494 года) — шляхтич, судья земский львовский. Представитель польского шляхетского рода Сенявских герба Лелива.

## Биография
Происходил из небогатой семьи, осевшей в Галицкой Руси, во Львовской земле. Сын Святослава, который упоминается в 1415—1441 годах, потому что сразу после него был дидичем совместно со старшим братом Николаем сел Сенявы и Ходорковицы, полученные им в 1415 году от Дмитрия Волчковича. В 1531 году его внук — великий коронный гетман Николай Сенявский — представил королю для утверждения только 2 акта с 1415 года, которые документировали поместья Сенявских.
С 1445 года (по крайней мере) десятки лет Гунтер из Сенявы принадлежал к установившейся группе асессоров львовских судов: гродского, земского, часто совместно с братом Николаем, который в 1469—1471 годах был подсудком, в 1472—1479 годах судьей земским галицким. Вместе с братом Николаем участвовал в Тринадцатилетней войне с Тевтонским орденом. В 1454 году в Нессау (Нешаве) за военные заслуги польский король Казимир IV Ягеллончик позволил им выкупить из залога королевские поместья Войнилов, Томашовцы и Дорогов в Галицком повете. В 1456 году получил «запись» 60 гривен в селе Насташино (входило в Галицкое староство). В 1458 году был заместителем судьи гродского во Львове, в 1466 году — подстаростой при львовском старости Рафале Ярославском. Имел благосклонность короля Казимира, подтверждающие записи 1461 и 1487 годах на село Игнашкив в Галицком старостве, перед 1464 годом — на Добрянах, согласие (1467) на выкуп из заставы дубрав Любча (или Лубьяна) и Гунятичи в Русском воеводстве. Имел с этим проблемы, были специальные комиссары короля. В 1470 году Гунтер из Сенявы был асессором королевского суда дворового во Львове, в 1474—1475 годах — кладовщиком суда земского галицкого. У него были острые споры с братьями Теодориком и Анджеем Яцмерскими. В 1470 году львовский староста постановил залог 300 гривен в споре. В 1471 году обжаловал вооруженное нападение Анджея Яцмерского на двор в Гунятичах, грабеж 16 волов стоимостью 16 коп денег.
В 1478 году Гунтер из Сенявы стал судьей земским львовским. В 1482 году в Городне получил согласие короля на выкуп «с рук» Юрши Цебровского королевщин Баковцы, Трибоковцы, Репехов, Любча и фольварков Кучалово в Княжеском Поле (Львовская земля). Скупил много королевщин, имея поэтому постоянные хлопоты. В 1479 году из Войниловских имений не была уплачена стация королевская, не свезены деревья на ремонт Галицкого замка. В 1485, 1489, 1491 года староста галицкий жаловался королю Казимиру на Гунтера из Сенявы, что его подданные не платили налог с тех дубрав, стации не свозили древесины в замк, Гунтер не разрешал их наказывать, отражал «секвестры». В 1493 году не смог решить похоже на баковские поместья для короля и Верхнего замка во Львове.
До 1445 года часть семейных имений получили возведенные братья Францишек из Девятников, Анджей из Требовниц, Якуб из Сроцка, их близким кровным был Ян Михникович. Оставшееся имение Гунтер получил в совместное владение с братом Николаем, разделили родовое наследство в 1470 году. Николай получил Сеняву, Ходорковичи с богатыми принадлежностями, а Гунтер — Добряны, Лубьяна, Гунятичи, Войнилов, Дорогов, Томашевцы, Неговцы. Раздел отцовского наследства братья в жизнь не воплотили, потому что в 1471 году Гунтер жаловался на Францишека из Девятников из-за уничтожения границ между селом и Сенявой. Братья совместно в 1473—1474 годах уплатили приданое их сестры Анны — жены Михаила Кердея. После смерти своего брата Николая Гунтер из Сенявы совместно с племянниками помещал Сеняву и Ходорковичи. Перед 1483 годом приобрел имения Волков и Кугаев. В 1491 году, после процесса, выделил племяннику Димитру половину трети тех сел, которые принадлежали ему после Павла Юрковского — дяди матери Дороты, дочери Даниила Задеревацкого. В последний раз упомянут в документах 21 июня 1493 года.
Как умерший упомянутый 3 января 1495 года, его преемник упомянут в источниках 17 августа 1496 года.

## Семья
От неизвестной жены у Гунтера из Сенявы было три дочери и два сына:
- Анна — жена Николая Внучка из Пятничан (Жидачовских[1]), тенутариуса города Скалы и пошлины (цла) подольского, с 1493 года — вдова
- Ядвига — жена Дмитрия Даниловича из Руды и Волковиц
- Екатерина — жена Юрия Юхна Нагвоздана, львовского хорунжего
- Рафал — судья земский львовский, галицкий хорунжий
- Иван (умер в 1502 году) — дидич Вовкова, участник молдавской экспедиции 1497 года, первый раз женился на дочери стольника львовского Ивана Ходоровского из Берездовцев и Ходоровичей (Ходорова). После смерти тестя стал владельцем части его имения, то есть Березовцев с 8 селами. Подписывался с Волковой и Березовцев, сыновья стали Бжоздовскими. Вторая жена — Барбара — дочь львовского хорунжего Северина Гербурта из Фельштина, которая в 1503 году вышла замуж за Владислава Яричевского.